# Still Life (album The Rolling Stones)
Still Life – czwarty album w USA, a trzeci album koncertowy w Wielkiej Brytanii grupy Rolling Stones. Jest to zapis różnych koncertów z trasy American Tour 1981.

## Lista utworów
1. Intro: "Take the A Train" (Billy Strayhorn) – 0:27
2. "Under My Thumb" – 4:18
3. "Let's Spend the Night Together" – 3:51
4. "Shattered" – 4:11
5. "Twenty Flight Rock" (Eddie Cochran/Ned Fairchild) – 1:48
6. "Going to a Go-Go" – 3:21
7. "Let Me Go" – 3:37
8. "Time Is on My Side" (Norman Meade) – 3:39
9. "Just My Imagination (Running Away with Me)" (Norman Whitfield/Barrett Strong) – 5:23
10. "Start Me Up" – 4:21
11. "(I Can’t Get No) Satisfaction" – 4:24
12. "Outro: Star Spangled Banner" (Trad. Arr. Jimi Hendrix) – 0:48

## Listy przebojów
Album
| Rok  | Lista                | Pozycja |
| ---- | -------------------- | ------- |
| 1982 | UK Top 100 Albums    | 4       |
| 1982 | Billboard Pop Albums | 5       |

Single
| Rok  | Single               | Lista                  | Pozycja |
| ---- | -------------------- | ---------------------- | ------- |
| 1982 | "Going To A Go-Go"   | The Billboard Hot 100  | 25      |
| 1982 | "Going To A Go-Go"   | Mainstream Rock Tracks | 5       |
| 1982 | "Going To A Go-Go"   | UK Top 100 Singles     | 26      |
| 1982 | "Time Is On My Side" | UK Top 100 Singles     | 62      |